# Alexander Lhotzky
Alexander Lhotzky (* 22. Oktober 1959 in Wien; † 21. März 2016 ebenda) war ein österreichischer Theater- und Filmschauspieler.

## Leben
Alexander Lhotzky wurde als Sohn der Regisseurin und späteren Direktorin des Wiener Volkstheaters Emmy Werner und des Schauspielers und Regisseurs Georg Lhotsky geboren. Seine Matura legte er am Lycée Français de Vienne ab; anschließend studierte er Theaterwissenschaften. Künstlerisch arbeitete er zunächst als Regieassistent am Theater der Courage und als Aufnahmeleiter bei Fernsehproduktionen. Er nahm dann Schauspielunterricht bei Eva Zilcher und Dorothea Neff. 1983 schloss er seine Schauspielausbildung mit der Bühnenreifeprüfung ab.
Ab 1982 war er zunächst an zahlreichen kleineren Wiener Theatern, Kellertheatern und bei freien Theaterproduktionen tätig; kontinuierlich arbeitete er seit der Spielzeit 1983/84 bis 2004 am Theater Gruppe 80. Er hatte Engagements am Theater in der Drachengasse (mehrfach ab 1982), am Jura-Soyfer-Theater am Wiener Spittelberg (Spielzeit 1987/88) und am Wiener Theater der Jugend (1991).
Seit 1997 trat er regelmäßig am Wiener Volkstheater in verschiedenen Produktionen und an diversen Spielstätten auf. Seit 2010 war Lhotzky festes Ensemblemitglied des Wiener Volkstheaters.
Zu seinen Rollen am Wiener Volkstheater gehörten unter anderem Füllenstein in König Ottokars Glück und Ende (2000; Regie: Georg Schmiedleitner), Dr. phil. in Biedermann und die Brandstifter (2002; Regie: Anselm Weber), Süßmayr in Mozarts Vision von Franzobel (2004; Regie: Alexander Kubelka), Bürgermeister in Der Besuch der alten Dame (2008; Regie: Alexander Kubelka), Schulinspektor Chlopow in Der Revisor (2013; Regie: Thomas Schulte-Michels) und Sir Amias Paulet in Maria Stuart (2014; Regie: Stephan Müller). In der Spielzeit 2014/15 stand er am Volkstheater unter anderem als Marabu in Die Vögel von Aristophanes und als Augustin Ferraillon in Georges Feydeaus Komödie Floh im Ohr auf der Bühne. Seine letzte Premiere war im April 2015 der Egeus in Ein Sommernachtstraum. 2015 gehörte Lhotzky zu den wenigen Schauspielern, die nach dem Amtsantritt von Intendantin Anna Badora in das neue Ensemble übernommen wurden. Aus Krankheitsgründen konnte Lhotzky jedoch nicht mehr auftreten.
Als Gast war er am Stadttheater Klagenfurt und zwischen 1992 und 2009 mehrfach bei den Festspielen Reichenau zu sehen. 1992 spielte er bei den Festspielen Reichenau den Justiziarius Staubmann in der Nestroy-Posse Der Zerrissene, 1993 trat er dort in Jacobowsky und der Oberst in verschiedenen Rollen auf. 2000 spielte er bei den Sommerspielen Reichenau die Rolle des Suslow in Sommergäste von Maxim Gorki. 2003 übernahm er dort den Dozenten für Kinderkrankheiten Dr. Löwenstein in Arthur Schnitzlers Schauspiel Professor Bernhardi. 2007 trat er dort als Sohn Wolfgang Clausen in Vor Sonnenuntergang auf.
Am Stadttheater Klagenfurt spielte er unter anderem Albany in König Lear (2007), Hermann Kruk in Ghetto von Jehoschua Sobol (2007) und Hakenfinger-Jakob in Brecht/Weills Die Dreigroschenoper (2009).
Weiters war er auch für Funk und Fernsehen tätig. Er war unter anderem, meist in kleineren Rollen, in den Fernsehserien Wenn das die Nachbarn wüßten (1990/1991), Kommissar Rex (1994) und Kaisermühlen Blues (2000) zu sehen.
Lhotzky starb im März 2016 im Alter von 56 Jahren in Wien. Nach Angaben des Wiener Volkstheaters litt er an einer „schweren und seltenen Erkrankung“. Er war verheiratet und hat eine Tochter. Er wurde am Neustifter Friedhof in einem ehrenhalber gewidmeten Grab bestattet.

## Filmografie (Auswahl)
- 1972: Briefe von gestern (Fernsehfilm)
- 1994: Kommissar Rex (Fernsehserie, zwei Folgen)
- 1995: Polizeiruf 110 (Filmreihe, Folge: Abgründe)
- 2007: Muttis Liebling (Fernsehfilm)
- 2008: Revanche
- 2013: Oktober November (Kinofilm)